# システムキーボックス
システムキーボックス（system key box）とは、様々な鍵を管理する機器の名称である。
キーボックスを発展させた物で、解除用の鍵や暗証番号、ICカード等により開錠し、機器内に保管された任意の、あるいは特定の鍵を取り出すことができる。
鍵と一緒にタグが付いて個別に管理されている機種の場合は、所定の位置以外に戻せないようになっている。